# Ana Comnena
Ana Comnena (Greacă: Άννα Κομνηνή, Anna Komnēnē; 1 decembrie, 1083 – 1153) a fost o prințesă bizantină, fiica împăratului Alexie I Comnenul și a Irinei Ducas. Este una dintre primele femei istoric cunoscute, scriind opera biografică Alexiada în care relatează evenimentele din timpul domniei tatălui ei.

## Familia și copilăria
În luna decembrie 1083, împărăteasa Irina Ducas, soția lui Alexie I Comnenul, aștepta să nască în apartamentul Palatului Sacru, care se numea Camera Purpurei și în care o veche tradiție voia să vină pe lume copiii imperiali, cei care pentru acest motiv erau numiți porfirogeneți. Momentul era aproape, dar basileul, reținut de războiul împotriva normanzilor, era absent din Constantinopol. Atunci tânăra femeie avu un gest frumos; cum simți primele dureri, făcu semnul crucii peste pântece: Mai așteaptă, copilașule, până ce se va întoarce tatăl tău. Mama Irinei, femeie înțeleaptă și cu judecată, auzind aceste cuvinte, se mânie foarte tare: Și dacă bărbatul nu ți se întoarce decât peste o lună? Știi tu ceva despre asta? Și cum ai să faci ca să înduri suferințele?
Întâmplarea dădu totuși dreptate tinerei femei. După trei zile, Alexie se întorcea în capitală, tocmai la timp, pentru a primi în brațe pe fiica ce i se năștea. Era prima dintre cei nouă copii ai împăratului. Frații ei mai mici, în ordinea vârstei se numeau: Maria Comnena, Ioan al II-lea Comnen, Andronic Comnen, Isaac Comnen, Eudochia Comnena, Teodora Comnena, Manuel Comnen și Zoe Comnena.
Încă din leagăn se puse pe capul micii prințese diadema imperială; numele ei figura în aclamațiile rituale cu care se salutau suveranii în Bizanț; în același timp, o logodeau cu tânărul Constantin Dukas, fiul împăratului detronat Mihail al VII-lea, căruia Alexe Comnenul, uzurpându-i puterea, trebuise, din respect pentru dreptul legitim, să se angajeze a-i respecta drepturile eventuale.
Deși era atent educată în studiul istoriei, al matematicii, științei, și al filosofiei grecești, părinții ei i-au interzis să studieze poezie antică, deoarece considerau că este neindicat și chiar periculos pentru o tânără prințesă a citi asemenea glorificări ale unor zei considerați la vremea respectivă decandenți. În ciuda faptului că aceasta îi fusese interzisă, Ana a continuat să studieze poezia împreună cu unul dintre eunucii de la curte. Astfel, Ana a primit o extraordinară educație, devenind fără îndoială una dintre cele mai învățate femei ale timpului.

## Logodnă și căsătorie
După cum era obișnuit în perioada medievală, Ana a fost "promisă" încă din primii ani de viață. Trebuia să se căsătorească cu Constantin Ducas, fiul împăratului Mihail al VII-lea Ducas și a Mariei de Alania. La momentul logodnei, împăratul Alexius nu avea niciun fiu care să poată să moștenească tronul, tânărul Constantin fiind proclamat co-împărat bizantin. În 1087 însă un moștenitor s-a născut, Ioan al II-lea Comnen, Constantin trebuind să renunțe la pretențiile sale imperiale. A murit la scurt timp după aceste evenimente.
În 1097, Ana Comnena, la vârsta de 14 ani s-a căsătorit cu un tânăr aristrocrat, Nicefor Bryennus. Bryennus provenea dintr-o familie de aristocrați care pretinseseră dreptul la tron înainte de începutul domniei lui Alexius I. Bryennus era de asemenea un renumit om politic, general, și istoric. Ana a susținut mereu că se căsătoriseră din rațiuni politice și nu din dragoste, deși s-a dovedit că uniunea avusese succes. Au fost căsătoriți timp de patru decenii de ani, având patru copii: Alexius, Ioan Ducas, Irina și Maria Bryennina Comnena.

## Pretenții la tron
Încă din copilărie, Ana visa că într-o zi va conduce ea însăși Imperiul, un vis destrămat de nașterea fratelui ei. Totuși, dorința de a deține puterea a Anei nu i-a permis acceptarea urcării pe tron a lui Ioan. Ana considera că ea și soțul ei ar trebui sa-și asume titlurile de împărați. Astfel, cei doi, conspirând cu mama Anei, Irina Ducas, au încercat să îl dezmoștenească pe Ioan, urmând ca soțul Anei să preia coroana de împărat. La momentul acela, tatăl ei era foarte slăbit, luptându-se cu boala. Chiar și așa, planul lor nu a reușit, iar în 1118 Ioan al II-lea Comnen a devenit noul împărat bizantin.
Ana persistă însă, crezând în continuare că poate prelua coroana imperială, și în 1118 plănuiește din nou să îl înlăture pe fratele ei și să îl înlocuiască cu Nicefor. Planul ei a eșuat din nou, de această dată deoarece în ultimul moment Nicefor a refuzat să colaboreze. Înfuriată și dezamăgită de slăbiciunea soțului ei, Ana spune că "natura le-a încurcat sexele; el trebuia să fi fost femeie." Conspirația a fost apoi descoperită și Ana a fost forțată să renunțe la proprietăți și la statutul imperial pe care îl deținea, fiind apoi exilată la o mânăstire din Kecharitomene, ctitorită de mama sa. Mama Anei, Irina și sora sa Eudochia au fugit împreună cu ea. În mod ironic, Nicefor a rămas în palatul imperial și a devenit cu timpul unul dintre cei mai apropiați consilieri ai împăratului Ioan.

## Studiul istoriei
În claustrare, Ana și-a dedicat întregul timp studiului filosofiei și al istoriei. Ținea adunări unde erau invitați intelectuali ai vremii, multe fiind dedicate studiilor aristotelice. Geniul Anei și cunoștințele sale sunt evidente în operele sale. Printre altele, cunoștea filosofie, literatură, gramatică, teologie, astronomie, și medicină. Putem presupune luând în considerare erori minore că cita din memorie din Homer și din Biblie scriind opera sa cea mai importantă, Alexiada. Contemporanii ei, precum episcopul de Efes, George Tornikes, o considerau pe Ana ca pe o persoană care atinsese “cel mai înalt grad de înțelepciune laică și religioasă”
Fiind istoric, Nicefor Bryennus lucra la un eseu numit “Material pentru istorie”, concentrându-se asupra domniei lui Alexius I. A murit în 1137 înainte de a-și termina opera. La vârsta de 55 de ani Ana a decis să continue eseul soțului ei, numind opera după finalizare Alexiada, istoria vieții și domniei (1081–1118) tatălui ei. Scrisă în greaca veche Alexiada este astăzi principala sursă pentru istoricii care studiază istoria bizantină la sfârșitul secolului al XI-lea și începutul secolului al XII-lea.
În Alexiada, Ana redă istoria relațiilor politice și a războaielor dintre Alexius I și țările din Vest, cunoscându-le din interior. Descrie în detaliu armele și tacticile folosite în bătălii. Deși subiectivă, relatarea primei cruciade este de o mare valoare pentru istorie fiind singura scriere a unui martor ocular de origine bizantină existentă. Alexiada ne permite a observa evenimentele epocii din perspectivă bizantină. Oponentă determinantă a Bisericii Romano-Catolice și o entuziastă admiratoare a Imperiului Bizantin, Ana considera cruciadele periculoase, din punct de vedere politic și religios. Cartea contribuie de asemenea la înțelegerea mentalității și percepției feminine în vremea Bizanțului.
Stilul literar al Anei Comnena este influențat de operele scrise de Tucidide, Polibius și Xenofon, încercând să mențină stilul atenian al perioadei, rezultatul fiind unul artificial. Chiar și așa. în mare parte, evenimentele descrise în Alexiada sunt considerate autentice, opera împlinid standardele vremii din punct de vedere istoric.
Data exactă a morții Anei Comnena este incertă. Luând în considerare datele din Alexiada putem deduce că încă trăia în 1148. Alexiada ne relevă anumite informații despre tulburarea interioară a Anei. Ea scrie că "mulți o urau, deși nimeni nu putea să o vadă". Astfel, suporta greu poziția sociala izolată pe care i-o impusese exilul.
Ana Comnena a fost fără îndoială un excepțional învățat al vremurilor în care a trăit, transmițându-ne informații neprețuite despre Imperiul Bizantin și despre lumea medievală văzută din perspectivă bizantină.

## Românii dinAlexiada
În Alexiada, Ana face referire la „daci”, denumire interpretată de unii istorici moderni ca referindu-se la români sau chiar la maghiari. În Alexiada, sunt doar 5 astfel de pasaje:
- În prima mențiune (3.3 pag.67) din Alexiada [4] se arată că dacii nu respectă tratatele făcute cu romanii.
- În a doua mențiune (3.3 pag. 67) se arată că între țara „dacilor” și Imperiul Roman era Istrul și că din dușmănie „dacii” au migrat în imperiu.
- În a treia mențiune (7.1 pag. 117), „dacii” sunt descriși ca aliați ai cumanilor și pecenegilor și participând la o expediție a acestora peste Dunăre, contra Imperiului Roman în 1087, conduși de Țelgu și Solomon. Această expediție a fost înfrântă de imperiu.[5] Mai clar, în a cincea mențiune, Ana dezvăluie cine sunt "dacii", contrazicând pe unii istorici moderni.
- În a patra mențiune (14.4 pag.244) se amintește că romanii au plasat trupe permanente la Dunăre împotriva incursiunilor cumanilor și ale dacilor.
- În a cincea mențiune (14.8 pag.253 ) se precizează că dacii locuiesc pe pantele de nord ale munților Haemus (Hercinici în unele traduceri), iar macedonenii pe pantele de sud. Identificarea cu românii este clară în acest paragraf. Se observă aici că Ana a avut acces la mai multe surse istorice.

De asemenea, mai există alte două referiri la Dacia, ca regiune:
- (10.4 pag.168) se amintește de trecerea prin Dacia a unei părți a cruciaților spre Constantinopol.
- (13.11 pag.236) se arată faptul că la jurămintele și tratatele dintre cruciați și împăratul Alexius au fost prezenți, ca martori, soli din Dacia.

Sunt istorici care au identificat acești daci cu românii, dar și istorici care au văzut în ei alte popoare, ei fiind identificați de autorul unei traduceri cu maghiarii. Anna a făcut referiri și la vlahi (exonim folosit pentru populațiile vorbitoare de limbi romanice de la sud și nord de Dunăre).